# جان باريه
كانت جان باريه (27 يوليو 1740 - 5 أغسطس 1807) إحدى أفراد بعثة لويس أنطوان دو بوغانفيل على متن السفينتين لا بودوز وإتوال في 1766-1769. وتُعرف باريه بأنها أول امرأة أكملت ملاحة دورانية حول العالم، بواسطة النقل البحري.
انضمت جان باريه إلى البعثة متنكرة في زي رجل، وأطلقت على نفسها النسخة المذكرة من اسمها. التحقت برتبة خادم ومساعد لعالم الطبيعة في البعثة، فيليبرت كومرسان، قبيل إبحار سفن بوغانفيل من فرنسا. ووفقًا لرواية بوغانفيل، كانت باريه ذاتها عالمة نبات خبيرة.

## بعثة بوغانفيل
انضمت باريه وكومرسون إلى بعثة بوغانفيل في ميناء روشفور في أواخر ديسمبر 1766. وكُلفا بالإبحار على متن سفينة المؤن إتوال. نظرًا للكمية الهائلة من المعدات التي أحضرها كومرسون معه إلى الرحلة، تخلى قبطان السفينة فرانسوا تشينارد دو لا غيروديه عن مقصورته الكبيرة على متن السفينة لكومرسون و«مساعده». مما منح باريه خصوصية أكبر بكثير مما كانت ستتمتع به على متن هذه السفينة المزدحمة. وخاصة أن مقصورة القبطان أتاحت لباريه إمكانية الوصول إلى المرافق الخاصة حتى لا تضطر إلى استخدام المرحاض المشترك مع أفراد الطاقم الآخرين.
إضافة إلى رواية بوغانفيل المنشورة، تظهر قصة باريه في ثلاث مذكرات أخرى باقية من الرحلة الاستكشافية: يومياتٌ اشترك في كتابتها كومرسون وبيير دوكلو-غويو؛ ويوميات سجلها أمير ناساو زيغن، أحد الركاب المسافرين بأجر على متن السفينة بودوز؛ ومذكرات بقلم فرانسوا فيفز، جراح على متن إتوال. كان لدى فيفز الكثير ليقوله عن باريه، لكن مذكراته تنطوي على إشكالية لأنه كان على علاقة سيئة مع كومرسون طوال الرحلة، وروايته - المكتوبة أو المنقحة إلى حد كبير بعد الحادثة - مليئة بالتلميحات والتعليقات الحاقدة الموجهة إلى باريه وكومرسون على حد سواء.
عانى كومرسون بشدة من دوار البحر ومن خراج متكرر في ساقه في الجزء الأول من الرحلة، ولعل باريه أمضت معظم وقتها تعتني به. وباستثناء حفل «عبور الخط» الذي وصفه كومرسون بشيء من التفصيل في مذكراته، لم يكن ثمة الكثير ليفعله علماء النبات لحين وصول إتوال إلى مونتيفيديو. وهناك انطلقوا في رحلات استكشافية إلى السهول والجبال المحيطة. وكانت ساق كومرسون لا تزال تزعجه، ويبدو أن باريه قد نفذت الكثير من العمل الفعلي، إذ كانت تحمل الإمدادات والعينات. وفي ريو دي جانيرو - مكان أكثر خطورة، حيث قُتل قسيس إتوال على الشاطئ بعد وقت قصير من وصولهم - احتُجز كومرسون رسميًا في السفينة لحين شفاء ساقه، لكنه ورغم ذلك جمع مع باريه عينات من لبلاب مزهر أطلق عليه اسم بوغانفيليا (الجهنمية).
واتتهم فرصة أخرى من أجل جمع النباتات في باتاغونيا بعد زيارة ثانية إلى مونتيفيديو، فيما كانت سفن البعثة تنتظر الرياح المواتية لتسير بها عبر مضيق ماجلان. وهناك رافقت باريه كومرسون في الرحلات الأكثر مشقة على التضاريس الوعرة واكتسبت سمعة طيبة في الشجاعة والقوة. أشار كومرسون، وساقه لا تزال مصابة، إلى باريه على أنها «وحش الأحمال» في هذه الرحلات الاستكشافية. وبالإضافة إلى العمل اليدوي الذي تولته في جمع النباتات والأحجار والأصداف، ساعدت باريه أيضًا كومرسون على تنظيم وفهرسة عيناتهما وملاحظاتهما في الأسابيع التالية، مع دخول السفن المحيط الهادئ.
وتختلف الروايات الباقية عن الرحلة الاستكشافية حول وقت اكتشاف جنس باريه لأول مرة. فوفقًا لبوغانفيل، انتشرت لبعض الوقت شائعات تقول إن باريه كانت امرأة، ولكن جنسها لم يؤكد أخيرًا حتى وصلت البعثة إلى تاهيتي في أبريل 1768. وبمجرد نزولها وكومرسون إلى الشاطئ، أحاط التاهيتيون على الفور بباريه صائحين بأنها امرأة. وتوجب إعادتها إلى السفينة لحمايتها من التاهيتيين المنفعلين. سجل بوغانفيل هذه الحادثة في يومياته بعد بضعة أسابيع من وقوعها، عندما أتيحت له الفرصة لزيارة إتوال من أجل مقابلة باريه شخصيًا.
يذكر فيفز في سرده الكثير من التكهنات حول جنس باريه في بدايات الرحلة ويؤكد ادعاء باريه بأنه مخصي عندما واجهه لا غيروديه مباشرة (لم ينج سجله الرسمي للوقائع). ولا تدعم المذكرات الأخرى من البعثة رواية بوغانفيل حول كشف حقيقة باريه في تاهيتي، على الرغم من أن فيفز يصف حادثة مماثلة على متن السفينة، لفت فيها التاهيتي أهو تورو النظر إلى باريه على الفور بأنها امرأة. ذكر فيفز أيضًا حادثة مختلفة وقعت في أيرلندا الجديدة في منتصف يوليو، حيث بوغتت باريه وجُردت من ملابسها و«فُحصت» على يد مجموعة من الخدم الآخرين في الرحلة الاستكشافية. سجل كذلك دوكلو-غويو وناساو-زيغن قصة حول اكتشاف جنس باريه في أيرلندا الجديدة، ولكن دون ذكر التفاصيل.
عاد أهو تورو إلى فرنسا مع الرحلة الاستكشافية واستُجوب لاحقًا بشكل مطول حول باريه. يفترض الباحثون اليوم أن أهو تورو قد اعتقد أن باريه من لبسة الجنس الآخر، أو ماهو. ومع ذلك، أبلغ مواطنون تاهيتيون آخرون عن وجود امرأة في رحلة بوغانفيل الاستكشافية لزوار الجزيرة لاحقًا، وكان من بينهم جيمس كوك في 1769 ودومينغو دي بونيتشيا في 1772، مما يشير إلى أن جنسها كان معروفًا لدى التاهيتيين إن لم يكن لزملائها في السفينة وقت زيارتها للجزيرة.
وبعد عبور المحيط الهادئ، باتت البعثة بحاجة ماسة إلى الطعام. وبعد توقف قصير من أجل التزود بالمؤن في جزر الهند الشرقية الهولندية (إندونيسيا الآن)، توقفت السفن لفترة أطول في جزيرة موريشيوس في المحيط الهندي. وكانت هذه الجزيرة، المعروفة آنذاك باسم جزيرة فرنسا، محطة تجارية فرنسية مهمة. كان كومرسون سعيدًا عندما اكتشف أن صديقه القديم وزميله عالم النبات بيير بوافر يشغل منصب حاكم الجزيرة، وبقي كومرسون وباريه على الجزيرة ضيفين لدى بوافر. ومن المرجح أيضًا أن بوغانفيل قد حبذ هذا الترتيب، إذ أتاح له التخلص من مشكلة الوجود غير القانوني لامرأة على متن رحلته الاستكشافية.
وفي موريشيوس، واصلت باريه دورها كمساعدة لكومرسون ومدبرة لمنزله. ومن المرجح أنها رافقته في جمع النباتات في مدغشقر وجزيرة بوربن في 1770-1772. ظل كومرسون يعاني من مشاكل صحية خطيرة، وتوفي في موريشيوس في فبراير 1773. تضاءلت موارده المالية خلال الفترة التي أمضاها في الجزيرة: استُدعي راعيه بوافر إلى باريس. ويبدو أن باريه في تلك الأثناء قد أثبتت استقلاليتها، وبرز ذلك بمنحها ملكية في بورت لويس، عاصمة موريشيوس، في 1770.

## الحياة اللاحقة
بعد وفاة كومرسون، أدارت باريه حانة في بورت لويس. وغُرمت بمبلغ 50 جنيهًا لتقديمها الكحول أيام الأحد عام 1773. وتزوجت في 17 مايو 1774 من جان دوبرنات، ضابط صف في الجيش الفرنسي، ومن المرجح أنه كان على الجزيرة في طريقه إلى موطنه فرنسا. تزوجت جان ومعها ثروة صغيرة - من الحانة حسبما يفترض ولربما من المشاريع التجارية الأخرى التي كانت تديرها على الجزيرة.
لا يوجد سجل دقيق للوقت الذي وصلت فيه باريه وزوجها إلى فرنسا، متمةً بذلك رحلتها البحرية الدورانية. وكان ذلك على الأرجح في وقت ما من عام 1775. وفي أبريل 1776، تلقت الأموال المستحقة لها بموجب وصية كومرسون بعد تقديم طلب مباشر إلى المدعي العام. واستقرت بهذه الأموال مع دوبرنات في قريته الأصلية سانت أولاي، في دردنية، حيث اشتريا عقارًا بثروتها وعاشا مع بنات وأبناء إخوة دوبرنات وجان.

وفي عام 1785، مُنحت باريه معاشًا تقاعديًا قدره 200 جنيه سنويًا من وزارة البحرية. وتوضح الوثيقة التي تمنحها هذا المعاش التقدير الكبير الذي كانت تحظى به في تلك المرحلة:
طافت جان باريه حول العالم متنكرةً على متن إحدى السفن التي يقودها السيد دو بوغانفيل. وكرست نفسها خصوصًا لمساعدة السيد دو كومرسون، الطبيب وعالم النبات، وشاركت بشجاعة كبيرة في أعمال هذا العالِم والمخاطر التي أحاطت به. كان سلوكها مثاليًا، وأشار إليه السيد دو بوغانفيل بكل تقدير.... كان سيادته كريمًا بما يكفي لمنح هذه الامرأة الاستثنائية معاشًا تقاعديًا قدره 200 جنيه سنويًا، يُسحب من صندوق المحاربين المقعدين، على أن يُدفع اعتبارًا من 1 يناير 1785.
توفيت في سانت أولاي في 5 أغسطس 1807 عن عمر يناهز 67.